# Entylia
Entylia ist eine Gattung der Buckelzirpen aus der Unterfamilie Smiliinae, von der mehrere Arten beschrieben sind, die aber vielleicht alle nur Synonyme von E. carinata (Forster 1771) sind. Das Pronotum dieser Buckelzirpen ist seitlich komprimiert und bildet ein vorderes Viereck und einen hinteren runden Fortsatz. Das Viereck ist höher als die hintere Erhebung.
E. carinata kommt in vielen Ländern Süd- und Mittelamerikas vor und ist auch in den USA weit verbreitet.